# Projekt Mogul
Projekt Mogul byl přísně tajný (top secret) projekt Letectva armády Spojených států (USAAF) zahrnující využití výškových balonů, jehož hlavním cílem byla dálková detekce zvukových vln vznikajících při sovětských testech jaderných zbraní. Projekt probíhal od roku 1947 do začátku roku 1949. Úspěšnost projektu byla průměrná, ale byl velmi nákladný a byl nahrazen sítí seismografů a měřením radioaktivity v ovzduší, což bylo levnější, spolehlivější a snáz vybudovatelné a provozovatelné.

## Charakteristika a historie projektu Mogul
Projekt byl zahájen na popud Dr. Maurice Ewinga, který před tím prováděl výzkum hluboké zvukovodné vrstvy v oceánech (kanál SOFAR) a domníval se, že by podobná vrstva mohla existovat i ve vrchní atmosféře: v určité výšce, kde teplota a tlak vzduchu vyústí v minimální rychlost šíření zvuku, takže zvukové vlny se množí a udržují se v této vrstvě z důvodu refrakce. Projekt využíval soustavy balónů nesoucí mikrofony a radiové vysílače k odesílání signálu na zem. Vedením projektu byl pověřen Dr. James Peoples za asistence Dr. Alberta Craryho.
Jedním z požadavků na balóny projektu Mogul bylo udržení relativně konstantní výšky po delší dobu. Pro tento účel musela být vyvinuta technologie zahrnující tlakoměry k sledování tlaku vzduchu a ovládající shazování balastu.
První balóny v projektu se skládaly z velkých soustav gumových meteorologických balónů. Ty však byly záhy nahrazeny velkými balóny vyrobenými z polyetylenu, které byly odolnější, propouštěly méně helia a byly též schopny lépe zachovávat konstantní výšku než původní gumové. Technologie pro udržení konstantní výšky a využití polyetylenu pro konstrukci balónů byly dvěma největšími přínosy projektu Mogul.
V letech 1994 a 1995 uveřejnilo Letectvo Spojených států amerických zprávu, která vysvětluje, že balón projektu Mogul z letu č. 4, vypuštěný 4. června 1947 z Alamogorda v Novém Mexiku, je objekt, který havaroval poblíž Roswellu v Novém Mexiku, a stal se zdrojem trosek, které spustily Roswellský incident.

## Obdobné projekty USA
Projekt Mogul byl předchůdce projektu Skyhook (hák na obloze), který byl zahájen na konci 40. let, a dalšího špionážního programu zahrnujícího přelety a fotografické sledování Sovětského svazu na začátku 50. let nazvaného Moby Dick, který později vyvolal bouři protestů ze strany SSSR. Podobný typ balónů byl též využíván pro studium kosmického záření.